# Silene scabrida
Silene scabrida är en nejlikväxtart som beskrevs av Soyer-willem. och Godr. Silene scabrida ingår i släktet glimmar, och familjen nejlikväxter. Inga underarter finns listade i Catalogue of Life.